# 牽手

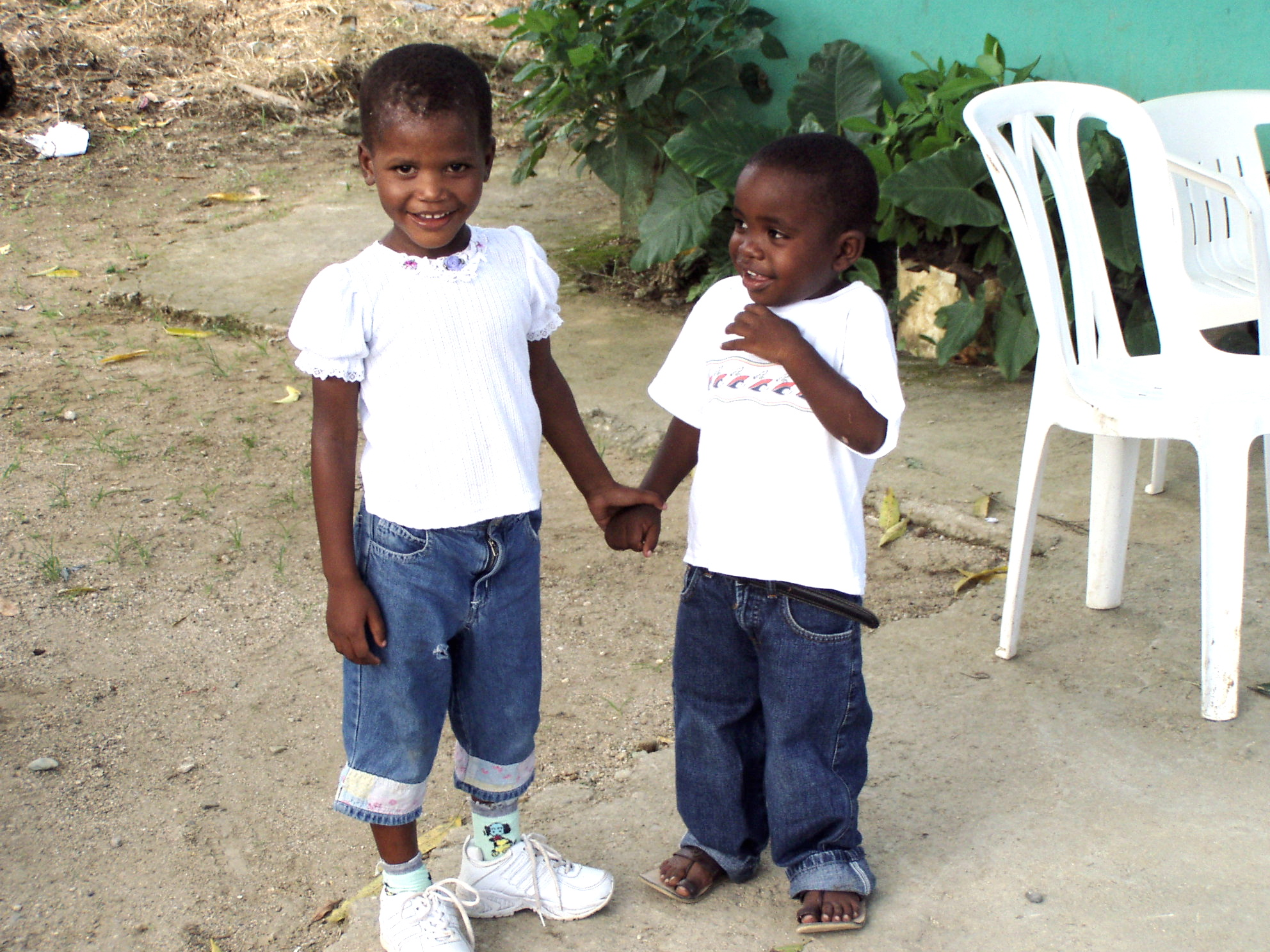
二個牽著手的多明尼加小孩

牽手（Holding hands）是一種二個人或多人以上表達身體親密的方式，是二個人各用一隻手牽住對方，若是二人以上，則是由位在中間的人二手各牽住二個人。牽手不限定二個人姿勢，多半是二個人面向同一方向，牽手也可以在二人走路時進行。牽手可以是表達浪漫的方式，也可能表示友好或因其他原因而牽手。

## 文化層面
在西方文化中，夫妻以及情侶常會用牽手來表示其關係，或是兩人情感的親密。不是情侶的朋友有時也會牽手，不過其接受程度會受到文化及性别角色的影響。兒童的父母或是監護人也會牽小孩的手，除了表達親密之外，也有保護以及指導之意。在浪漫關係中，牽手一般是出現在開始約會或示愛的初期，表示對彼此有好感。在浪漫關係的中後期，也會用牽手來表達慰藉或保證。
因為同性戀恐懼的緣故，同性配偶一般會避免在公開場合牽手。在2012年時，有一項歐盟基本人權公署的調查，其中74%的男同志情侶及51%的女同志情侶會因為不願被骚扰或攻击，而避免在公開場合牽手。其回覆的比例依國家而不同，從45%到89%，平均值在66%。

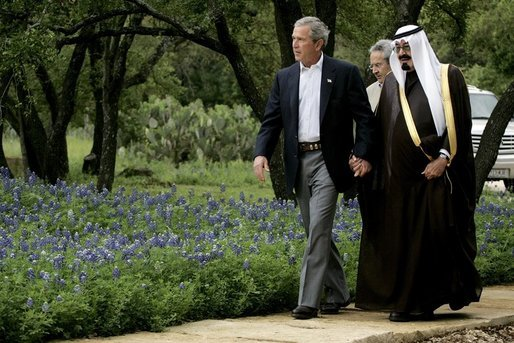
乔治·沃克·布什和阿勒沙特的牽手

在阿拉伯世界、非洲、亞洲部份地區以及地中海及南欧的傳統文化（特別是西西里岛）中，男性之間的牽手是表示友情及尊重的表現，其他無此習俗的民族比較容易注意到這種男性牽手的習俗。例如在2005年時，沙烏地阿拉伯國王阿卜杜拉·本·阿卜杜勒-阿齐兹·阿勒沙特就和美國總統乔治·沃克·布什牽手。

## 生理及心理層面
Touch研究所的所長蒂芙尼·菲爾德指出，牽手會刺激迷走神经，降低血壓及心率，使人處在較放鬆的狀態。